# Apiognomonia
Apiognomonia is een geslacht behorend tot de familie Gnomoniaceae. De typesoort is Apiognomonia veneta.

## Soorten
Volgens Index Fungorum telt het 24 soorten (peildatum maart 2024):
| Soortnaam                                             | Auteur(s)                           | Publicatiejaar |
| ----------------------------------------------------- | ----------------------------------- | -------------- |
| Apiognomonia acerina (Ahornbladsnavelkogeltje)        | (Starbäck) M. Monod                 | 1983           |
| Apiognomonia alniella                                 | (P. Karst.) Höhn.                   | 1920           |
| Apiognomonia austriaca                                | Petr.                               | 1959           |
| Apiognomonia borealis                                 | (J. Schröt.) M. Monod               | 1983           |
| Apiognomonia catappae                                 | (Koord.) M. Monod                   | 1983           |
| Apiognomonia duschekiae                               | Lar.N. Vassiljeva & S.L. Stephenson | 2011           |
| Apiognomonia errabunda (Beukenbladsnavelkogeltje)     | (Roberge ex Desm.) Höhn.            | 1918           |
| Apiognomonia erythrostoma (Steenvruchtsnavelkogeltje) | (Pers.) Höhn.                       | 1918           |
| Apiognomonia fakirovae                                | Stoykov                             | 2005           |
| Apiognomonia hystrix (Zwartlinie-uitbreekkogeltje)    | (Tode) Sogonov                      | 2008           |
| Apiognomonia inaequalis                               | (Auersw.) Höhn.                     | 1918           |
| Apiognomonia lasiopetali                              | Crous                               | 2016           |
| Apiognomonia magnoliae                                | (M.E. Barr) M.E. Barr               | 1991           |
| Apiognomonia myricae                                  | (Cooke & Ellis) Dennis              | 1977           |
| Apiognomonia ostryae                                  | (De Not.) M. Monod                  | 1983           |
| Apiognomonia petiolicola                              | (Fuckel) M. Monod                   | 1983           |
| Apiognomonia platani                                  | (Lév.) L. Lombard                   | 2021           |
| Apiognomonia pseudohystrix                            | W.J. Li, Camporesi & K.D. Hyde      | 2020           |
| Apiognomonia ribis                                    | (M.E. Barr) M. Monod                | 1983           |
| Apiognomonia righettii                                | M. Monod                            | 1984           |
| Apiognomonia rigniacensis                             | (Sacc. & Flageolet) M. Monod        | 1983           |
| Apiognomonia sanwalii                                 | (E. Müll.) M. Monod                 | 1983           |
| Apiognomonia terminaliae                              | Katum. & Y. Harada                  | 1979           |
| Apiognomonia veneta (Zeeblauw uitbreekkogeltje)       | (Sacc. & Speg.) Höhn.               | 1920           |